# Frédéric de Bergh
Frédéric IV de Bergh (* 18 août 1559 à Ulft; † 3 septembre 1618) seigneur de Dixmude et de Boxmeer était militaire lors de la guerre de Quatre-Vingts Ans

## Biographie
Il était le fils cadet de Guillaume IV de Berghes et de son épouse Marie de Nassau. Gouverneur loyaliste de la province de la Frise, il défend en 1597 Lingen contre Maurice de Nassau. Comme commandant en chef de la cavalerie, il prend part avec l'amiral Francisco de Mendoza à la campagne d'hiver de 1598-99.

## Mariage et descendance
Frédéric IV de Bergh épouse le 8 février 1601 Françoise de Ravenel, baronne de Renty (* 1583; † 2 août 1629 à Dixmude) (fille d'Eustache de Ravenel et Marie de Renty : cf. Racines&Histoire, p. 7, et Geneanet : arbre de Christoph, graf von Polier). Leurs enfants sont :
- Albert de Bergh (* 20 octobre 1607 à Bruges; † 16 juillet 1656 à Boxmeer). Albert fut comte de Bergh et marquis de Berg.

∞ 18 octobre 1625 Bruxelles avec sa cousine germaine Maria Elisabeth Ire Clara (1610−1633), fille de Hermann de Bergh, comte de Bergh et marquis de Berg-op-zoom (frère aîné de notre Frédéric ; un autre frère, Henri, est aussi comte de Bergh, avec Huis Bergh, et le père entre autres de Maria Elisabeth II de Bergh), et de Maria Mencia de Wittem. Pas de postérité survivante : cf. Huis Bergh.
∞ 16 décembre 1641 à Bruges avec Madeleine de Cusance (1615−1689), sœur de Béatrix de Cusance, princesse de Cantecroix et baronne de Belvoir, dont : 
- Oswald III (Albert-Oswald-Frans ; 1646-1712), comte de Bergh ; x Maria Leopoldina Catharina, comtesse Van Oostfriesland-Rietberg (1649-1718 ; petite-fille de Jean III et fille de Jean IV de Rietberg ; cf. Berghapedia.)
- Marie-Claire von Berg (1644-1715), x 1666 Maximilien Ier de Hohenzollern-Sigmaringen : Postérité, suite des princes de Hohenzollern-Sigmaringen et des comtes de Bergh.

- Éléonore de Bergh (* 6 mai 1613 à Bruxelles; † 24 juillet 1657 à Paris)

∞ 2 janvier 1634 à Boxmeer avec Frédéric-Maurice de La Tour d’Auvergne (1605−1652)
- Anne Marie (* 26 mai 1617 à Bruges; † 5 octobre 1656)